# Huy Bắc
Huy Bắc là một xã thuộc huyện Phù Yên, tỉnh Sơn La, Việt Nam.
Xã Huy Bắc có diện tích 26 km², dân số năm 1999 là 4513 người, mật độ dân số đạt 174 người/km².